# Agía Kyriakí (Magnésie)
Agía Kyriakí, en grec moderne : Αγία Κυριακή, est un village du dème du Pélion-du-Sud, dans le district régional de Magnésie, en Thessalie, Grèce.
Selon le recensement de 2011, la population du village s'élève à 199 habitants.